# Sebastian Halgasch
Sebastian Halgasch (* 20. Dezember 1980 in Dresden) ist ein deutscher Schwimmer.
Halgaschs Hauptschwimmart ist Rückenschwimmen. Bei den Kurzbahneuropameisterschaften 1999 im portugiesischen Lissabon erreichte er als Rückenschwimmer mit der 4 × 50-m-Lagenstaffel den zweiten Platz. Beim Einzelstart über 50 m Rücken belegte er den dritten Platz. Im Jahr 2000 wurde er in Athen (Griechenland) mit der 4 × 100-m-Lagenstaffel Vize-Kurzbahnweltmeister auf der Rückenstrecke. Nur wenige Monate später belegte die 4 × 50-m-Lagenstaffel im spanischen Valencia bei den Kurzbahneuropameisterschaften 2000 den ersten Platz. Auch hier war Halgasch für die Rückenstrecke aufgestellt.
In der Saison 2001 gewann er den Schwimm-Weltcup in 50 m Rücken und 100 m Lagen. Bereits 1997 wurde er Deutscher Kurzbahn-Meister über 50 m Rücken.
Halgasch ist seit 2017 in der Wasserball-Abteilung im SWV TuR Dresden aktiv.